# Cantó de Reims-2
El cantó de Reims-2 és un cantó francès del departament del Marne, situat al districte de Reims. Compta amb part del municipi de Reims.

## Municipis
- Reims (part)

## Història
| Data d'elecció                           | Identitat      | Partit                       | Qualitat |
| ---------------------------------------- | -------------- | ---------------------------- | -------- |
| 1945-1951                                | Jacques Bott   | SFIO                         |          |
| 1951-1961                                | Marcel Falala  | RPF, després RS, després MRP |          |
| 1961-1988                                | Jean Falala    | UDR, després RPR             |          |
| 1988-                                    | Francis Falala | RPR, després Divers droite   |          |
| les dades anteriors no són pas conegudes |                |                              |          |
|                                          |                |                              |          |